# Eberfingen
Eberfingen ist ein Stadtteil der baden-württembergischen Stadt Stühlingen im Klettgau im Landkreis Waldshut.

## Geografie
Eberfingen liegt an der Wutach an der Grenze zur Schweiz und dem Kanton Schaffhausen.

## Geschichte
Der Ort wird als Eperolfvingga erstmals 929 in einer Urkunde des Klosters St. Gallen genannt. Als ein Kämmerer des Frankenkönigs Chilparich wird ein Eperulf genannt der 584 ermordet wurde. 1275 wird Hugo von Eberfingen erwähnt. Von 1501 bis 1760 bestand das Eisenschmelzwerk Eberfingen in dem vor allem Bohnerze verhüttet wurden. Beteiligt waren daran 1622 das Kloster St. Blasien die Fürstenberger und die Grafen von Sulz, die Grafen von Leiningen und Landgraf Maximilian von Stühlingen. Bei Eberfingen bestand ein Steinbruch aus dem Steine für den Kehrtunnel Lausheim-Blumegg und für die Rheinbrücke Koblenz–Waldshut gewonnen wurden. Daneben fertigte man Brunnentröge aus dem Tuffgestein.

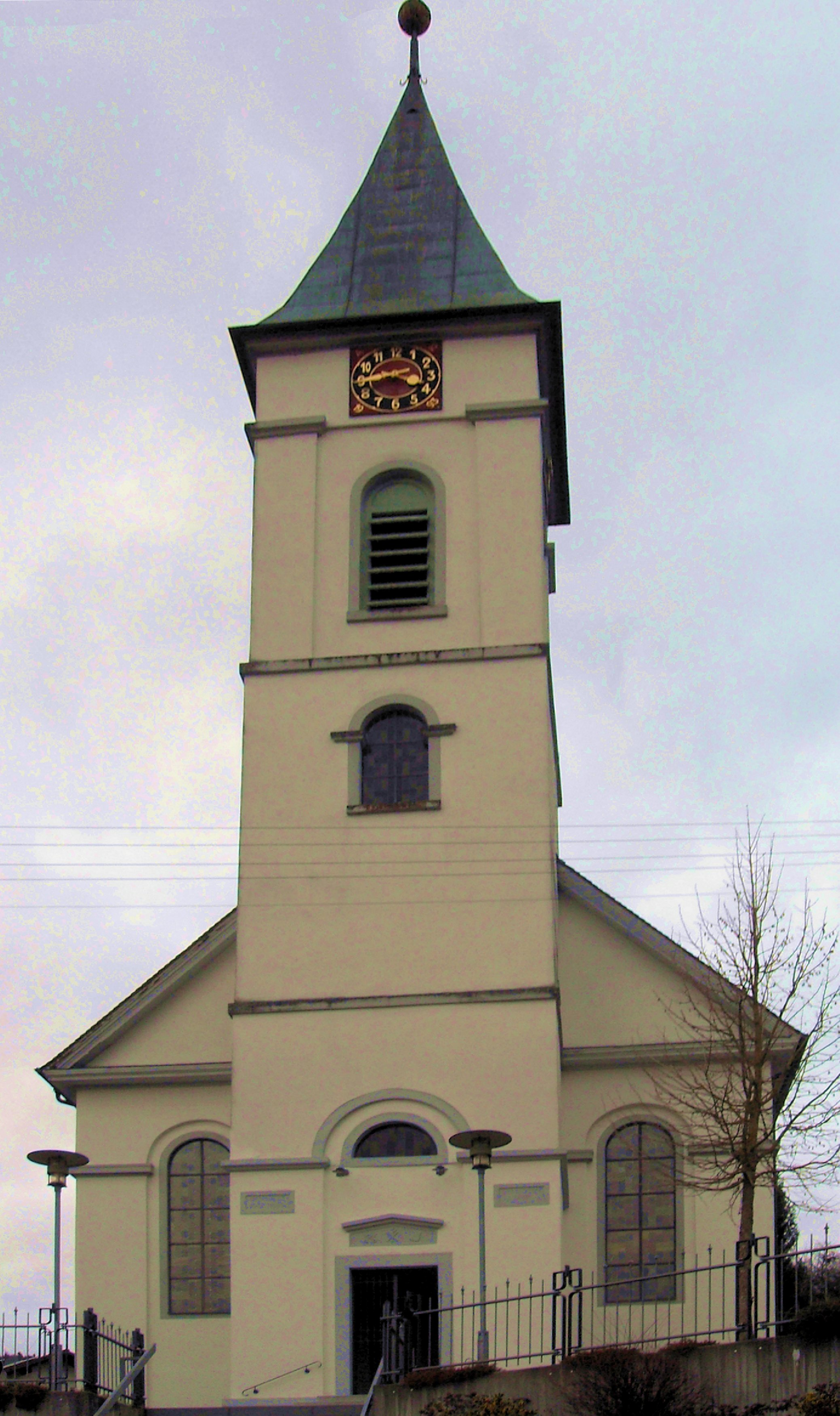
Kirche St. Peter und Paul
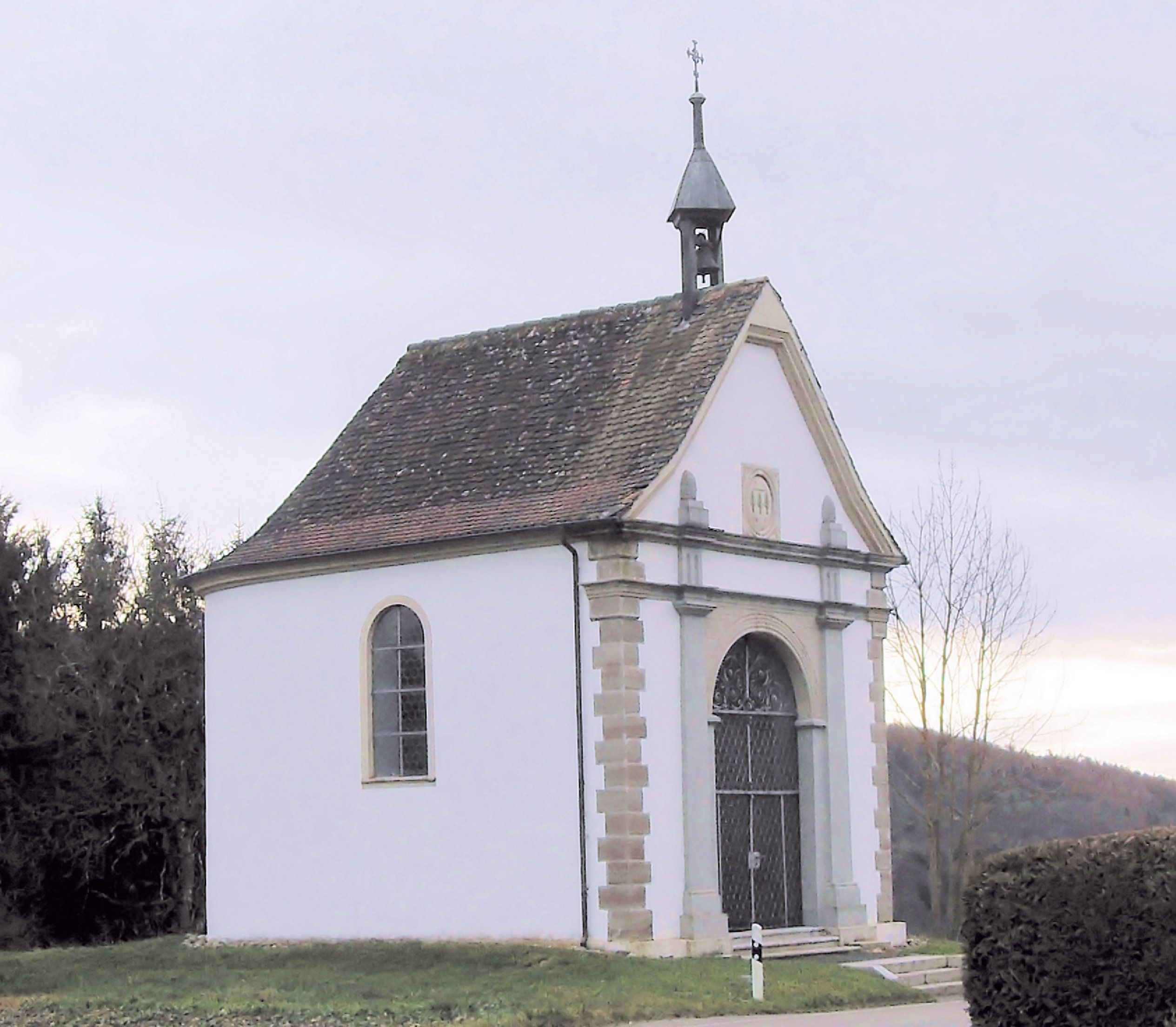
Kalvarienbergkapelle

## Verkehr
Eberfingen hat einen Haltepunkt an der Wutachtalbahn. Im Jahr 2014 diente der ehemalige Bahnhof als Drehort für den ARD-Spielfilm Endstation Glück.
Der Südschwarzwaldradweg als Rundweg von Hinterzarten über Waldshut-Tiengen, Basel und Freiburg verbindet Bonndorf über Lausheim, Grimmelshofen, Weizen und Stühlingen mit Ebefingen und verläuft entlang der Wutach in die Nachbargemeinde Eggingen. In diesem Abschnitt parallel verläuft der Schwarzwald-Panorama-Weg von Pforzheim nach Waldshut.
Eberfingen liegt an der B 314.